# محي الدين خان
الشيخ مولانا محي الدين خان صحفي وكاتب ومفكر إسلامي بنغلاديشي، كتب عديدا من الكتب باللغة البنغالية ومحرر مجلة شهرية تصدر باسم المدينة المنورة الشهرية. ولد الشيخ مولانا محي الدين خان في 19 أبريل عام 1935م في قرية ساي سير في مخفر الشرطة باكونديا بمديرية كيشورغنج. في بيت والد أمه، وأبوه معلم مخضرم مولوي حكيم أنصار الدين خان، أمه مسماه ربيعة خاتون. كان رئيس التحرير لمجلة المدينة المنورة الشهرية حتى وفاته في 25 يونيو 2016م، وترجم تفسيرالقرآن الكريم للمفتي محمد شفيع عثماني من الأردية إلى البنغالية.

## أعماله
مولانا محي الدين خان كان له رغبة جامحة تجاه الصحافة والأدب خلال حياته الدراسية. فقام بتحرير «ماشيك ديشاري (الهادي الشهري)» عام 1970م و «شابتاهيك نيا زمانه (الوقت الجديد الأسبوعي)» من 1973م إلى 1980م. وكان رئيس التحرير لمجلة «المدينة المنورة الشهرية» منذ عام 1971م حتى مماته. في إحدى المرات نالت مجلته المحررة باسم «تاج» قبولا فائقا في الأوساط الأدبية.

## إنجاز
والشيخ خان قام بترجمة وتأليف حوالي 105 كتابًا. دور الراحل مثل المؤسسة في جعل القرآن الكريم يحظى بشعبية بين الناطقين بالبنغالية. تم نشر مجموعة الأسئلة والأجوبة لـ «لمجلة المدينة المنورة» باسم «الجواب على القضايا المعاصرة» في 20 مجلدًا. حافظت مجلة «المدينة المنورة الشهرية» على رغبة ملايين الأشخاص إلى المبادئ الأساسية للأدب الإسلامي لسنوات. يبدو أن مجلة «المدينة المنورة الشهرية» ومولانا محي الدين خان اسم واحد لدى القراء الناطقين بالبنغالية.
وترجم تفسير معارف القرآن للشيخ المفتي محمد شفيع من 8 مجلدات من الأردية إلى البنغالية. الذي نشرته المؤسسة الإسلامية. وفي عام 1413 هـ، بمبادرة من مشروع الملك فهد لطباعة القرآن الكريم بالمدينة المنورة طبع تفسير مولانا خان المترجم باللغة البنغالية في مجلد واحد ووزع على المتحدثين البنغاليين في جميع أنحاء العالم مجانًا.
إضافة إلى ذلك ترجم الشيخ خان كتاب «إحياء علوم الدين» للإمام الغزالي وكتاب «الإنسانية على باب الموت» للشيخ مولانا أبو الكلام آزاد ـ

## الحياة السياسية
نافس في انتخابات الجمعية الوطنية الباكستانية لعام 1970م في منطقة «غفار غاو» من مديرية مومن شاهي كمرشح من الجمعية يحمل رمز نخيل التمر. وبعد الاستقلال انتخب في مؤتمر عام 1976م، كأمين عام لجمعية علماء الإسلام بنغلاديشفي عام 1996، وأصبح الرئيس التنفيذي للمجلس المركزي للجمعية. كما شغل مولانا خان منصب النائب الأول لرئيس تحالف الوحدة الإسلامية.